# Der König der Raketenmänner
Der König der Raketenmänner (Originaltitel King of the Rocket Men) ist ein US-amerikanischer Science-Fiction-Film von 1949, der 1953 als Zusammenschnitt des gleichnamigen 12-teiligen Serials entstand, von dem keine deutschsprachige Synchronfassung existiert und am 27. März 1953 in Deutschland erstaufgeführt wurde. Die deutsche Version erschien mit den Untertiteln Das Geheimnis des Dr. Morgan (Teil 1) und Entfesselte Kräfte (Teil 2).

## Handlung
Der machtbesessene Dr. Vulcan versucht, sich mit allen Mitteln bis hin zum Mord in den Besitz von Wunderwaffen zu bringen, die in einem privaten Forschungszentrum entwickelt wurden. Gegen Dr. Vulcan, der nie persönlich auftritt – nur seine Stimme ist zu hören und ab und an sein Schatten zu sehen – treten Jeff King und Professor Millard an. King benutzt dabei eine Art Rucksackrakete und eine Strahlenwaffe, den Dezimator. Doch gelingt es Dr. Vulcan, sich nicht nur in den Besitz des Dezimators, sondern auch einer furchtbaren Massenvernichtungswaffe zu bringen, mit der er die Stadt New York um eine Milliarde Dollar erpressen will. Letztlich gelingt es King, wieder in den Besitz des Dezimators zu gelangen; das Hauptquartier Dr. Vulcans wird von der US Air Force mit Fliegerbomben vernichtet.

## Produktionsnotizen
Die Trickaufnahmen stammen in erster Linie von den Gebrüdern Lydecker, insbesondere die an internen Drähten gezogene „fliegende“ Puppe als Requisite für Jeff King. Diese Aufnahmen wurden von Republic auch in weiteren Produktionen verwandt, so auch in Flying Disc Man from Mars und Des Satans Satellit. Diese Technik wurde von den Brüdern erstmals 1940 im Serial The Adventures of Captain Marvel verwandt. Als Stuntman agierte wie in anderen Serials und Filmen auch Dale Van Sickel, der außerdem in einer Nebenrolle auftrat. Als Stock Footage dienten u. a. Aufnahmen von Deluge von 1933.

## Kritik
„Ein schöner Schundfilm, bei dem man voll auf seine Kosten kommt.“

## Überlieferung
Die deutschsprachige Version liegt seit 2013 als DVD-Edition vor.